# Ulrich Köhler (regista)
Ulrich Köhler (Marburgo, 15 dicembre 1969) è un regista e sceneggiatore tedesco.

## Biografia
Con il suo film Schlafkrankheit ha vinto nel 2011 l'Orso d'argento per il miglior regista al Festival di Berlino.

## Filmografia

### Attore
- Die Berliner Nouvelle Vague, regia di Andre Hörmann e Nadya Luer - documentario (2016)

### Regista
- Feldstraße - cortometraggio (1993)
- Palü, co-diretto con Jochen Dehn - cortometraggio (1998)
- Rakete, co-diretto con Nina Könnemann - cortometraggio (1999)
- Bungalow (2002)
- Montag kommen die Fenster (2006)
- Schlafkrankheit (2011)
- In My Room (2018)
- Das freiwillige Jahr, co-diretto con Henner Winckler (2019)

### Produttore
- Rakete, regia di Ulrich Köhler e Nina Könnemann - cortometraggio (1999)

### Sceneggiatore
- Rakete, regia di Ulrich Köhler e Nina Könnemann - cortometraggio (1999)
- Bungalow, regia di Ulrich Köhler (2002)
- Montag kommen die Fenster, regia di Ulrich Köhler (2006)
- Schlafkrankheit, regia di Ulrich Köhler (2011)
- In My Room, regia di Ulrich Köhler (2018)
- Das freiwillige Jahr, regia di Ulrich Köhler e Henner Winckler (2019)
- Exil, regia di Visar Morina (2020)

## Riconoscimenti (parziale)
- Festival di Berlino
  - 2011 - Orso d'argento per il miglior regista per Schlafkrankheit
  - 2011 - Candidatura all'Orso d'oro per Schlafkrankheit